# あさかの学園大学
あさかの学園大学（あさかのがくえんだいがく）は、郡山市が設置した高齢者向けの生涯学習組織。運営は社会福祉法人郡山市社会福祉事業団に委託され、郡山ビッグアイ7階に事務局を置く。

## 概要
入学資格は60歳以上のこおりやま広域圏に属する市町村の住民。授業は週1回の年間36回。授業料は年額一万五千円から二万円程度。学科は健康・福祉、郷土・生活、芸術・文化がある。定員は各60名で、定員になり次第締め切り。修業年限は教養課程、専門課程がそれぞれ2年。2019年（令和元年）5月1日現在、合計492名が在籍している。
2017年には88歳の女性が入学して話題となり、新聞などで報道された。
なお、「大学」を名乗っているが、学校教育法の謳う学校法人、大学ではない。

## 沿革
- 1988年 - 開校
- 1989年 - 校章を制定
- 1990年 - 第一回卒業式、専門課程設置
- 2001年 - 郡山ビッグアイ7階へ移転

## 行事
- 入学式
- 運動会
- 学園祭
- 現地学習（年１回）
- 卒業式